# 沃索勒
沃索勒（法語：Vaux-Saules，法語發音：[vo sol]）是法国科多尔省的一个市镇，位于该省中部，属于第戎区。

## 地理
沃索勒（47°27'59"N, 4°48'15"E）面积27.89 平方千米，位于法国勃艮第-弗朗什-孔泰大區科多尔省，该省份为法国中东部省份，北起奥布省，西接涅夫勒省和约讷省，南至索恩-卢瓦尔省，东南接汝拉省，东临上索恩省，东北部与上马恩省接壤。
与沃索勒接壤的市镇（或旧市镇、城区）包括：拉马热勒、圣马丹迪蒙、尚帕尼、弗朗什维尔、佩勒雷、伊尼翁河畔蓬塞、圣塞纳拉拜。

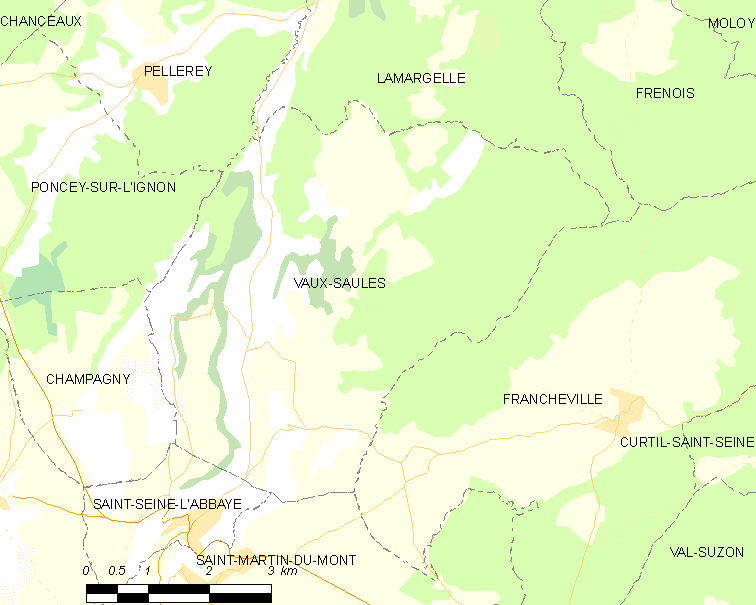
沃索勒的OSM定位图

沃索勒的时区为UTC+01:00、UTC+02:00（夏令时）。

## 行政
沃索勒的邮政编码为21440，INSEE市镇编码为21659。

## 政治
沃索勒所属的省级选区为蒂耶河畔伊斯县。

## 人口

1962-2008年间沃索勒人口变化图示

沃索勒于2022年1月1日时的人口数量为168人。